# إيفيلين لوندبيرغ ستراتون
إيفيلين لوندبيرغ ستراتون (بالإنجليزية: Evelyn Lundberg Stratton)‏ هي قاضية ومحامية أمريكية، ولدت في 25 فبراير 1953 في بانكوك في تايلاند.

## وصلات خارجية
- إيفيلين لوندبيرغ ستراتون على موقع إن إن دي بي (الإنجليزية)